# Isla Picton
Isla Picton är en ö i Chile.   Den ligger i regionen Región de Magallanes y de la Antártica Chilena, i den södra delen av landet, 2 400 km söder om huvudstaden Santiago de Chile. Arean är 95 kvadratkilometer.
Terrängen på Isla Picton är lite kuperad. Öns högsta punkt är 316 meter över havet. Den sträcker sig 14,8 kilometer i nord-sydlig riktning, och 15,8 kilometer i öst-västlig riktning.
I omgivningarna runt Isla Picton växer i huvudsak blandskog. Trakten runt Isla Picton är nära nog obefolkad, med mindre än två invånare per kvadratkilometer.